# Сандра Ечеверріа
Сандра Ечеверріа Гамбоа (ісп. Sandra Echeverría Gamboa, нар. 11 грудня 1984, Мехіко, Мексика) — мексиканська акторка та співачка.

## Життя і кар'єра
У 2002 році Ечеверріа зіграла головну роль у серіалі TV Azteca «Súbete A Mi Moto разом» разом з акторами Барбарою Морі та Мішелем Брауном.
У 2004 році вона знялася у другому сезоні «Soñarás» на TV Azteca.
У 2006 році Сандра зіграла головну роль у фільмі Телемундо «Марина» разом із Маурісіо Очманом. Її партнером згодом став Маноло Кардона.
У 2008 році вона зіграла дівчину зірки «шкільного мюзиклу» Корбін Блю у фільмі «Вільний стиль». Вона також знялася в «El Diez» з Альфонсо Еррерою. Прем'єра фільму, події якого розгортаються навколо футболу, відбулася у 2010 році. Ця подія була присвячена Чемпіонату світу з футболу в Південній Африці.
Сандра возз'єдналася з Маурісіо Очманом у Клон 2 виробництва Rede Globo і Telemundo.
У 2010 році вона зіграла головну роль у науково-фантастичному фільмі в Мексиці під назвою «2033». У 2011 році вона знялася в телесеріалі «La fuerza del destino» на телеканалі «Televisa» з Девідом Сепедою.
У 2011 році Сандра зіграла в «El cartel de los sapos» роль Еліани разом з Маноло Кардоною, Педро Армендарізом молодшим і Саулом Лісазо. 

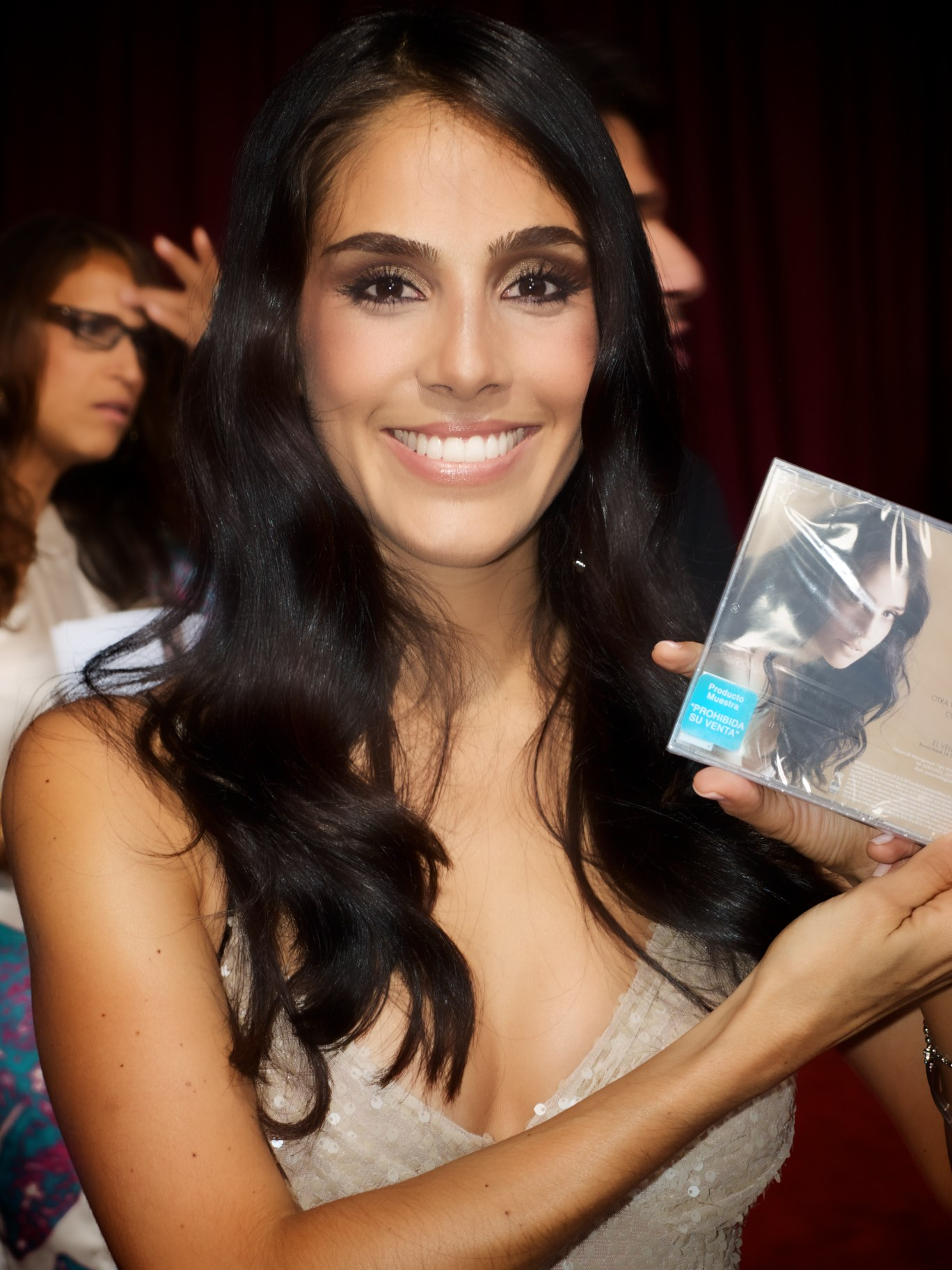
Сандра Ечеверріа у вересні 2011 року.

У 2012 році вона знялася у фільмі «Relaciones Peligrosas» під керівництвом Telemundo Studios з Габріелем Коронелем.
У 2012 році знялася в комедії Метта П'ємонта «Casa de Mi Padre» в ролі дружини Мігеля Ернесто.
Теленовела «La Traicion» (2008) спочатку була анонсована з Маріо Сімарро, Сандрою Ечеверріею та Габріелем Поррасом у головних ролях. Згодом Данна Гарсія замінила Ечеверрію, а Сальвадор дель Солар замінив Порраса, який пішов зніматися в інший серіал.
У 2012 році Ечеверріа знялася у фільмі Олівера Стоуна «Дикуни» в ролі Магди, дочки Олени, яку зіграла Сальма Гаєк. 
У 2013 році Ечеверріа зіграла Єву Герра в телевізійній драмі FX «Міст», подругу наркоторговця та вбивці, яка шукає її, але якій допомагає персонаж Стівена Ліндера. 
У 2019 році Ечеверріа випустила музичний альбом «Instinto». Зараз вона готує новий альбом «Mariachi». 

## Фільмографія

### Кіно
| рік      | Назва                          | Ролі                   | Примітки      |
| -------- | ------------------------------ | ---------------------- | ------------- |
| 2006 рік | Сімка Оклі                     | Ана Марія              |               |
| 2008 рік | Божевільний                    | Спекотна брюнетка      | Не зазначений |
| 2008 рік | Подвійний кинджал              | Кармен                 |               |
| 2008 рік | Persiguiendo un sueño          | Алекс Лопес            |               |
| 2009 рік | Condones.com                   | Габріела               |               |
| 2009 рік | 2033 рік                       | Лусія                  |               |
| 2010 рік | Héroes verdaderos              | Тонацин                | Голос         |
| 2010 рік | De día y de noche              | Аврора                 |               |
| 2011 рік | Картель снитчів                | Еліана                 |               |
| 2012 рік | Casa de mi padre               | Дружина Мігеля Ернесто |               |
| 2012 рік | Дикуни                         | Магда                  |               |
| 2014 рік | Камбіо де рута                 | Нікте Домінгес         |               |
| 2014 рік | Quiero ser fiel                | Сара                   |               |
| 2014 рік | Воландо бахо                   | Сара Медрано           |               |
| 2014 рік | Amor de mis amores             | Лусія                  |               |
| 2014 рік | Книга Життя                    | Клаудія                | Голос         |
| 2016 рік | Busco novio para mi mujer      | Дана                   |               |
| 2016 рік | Таємне життя домашніх тварин   | Марія                  | Голос         |
| 2018 рік | Más sabe el Diablo por viejo   | Дафна                  |               |
| 2018 рік | El día de la unión             | Ксімена                |               |
| 2018 рік | Справедливість для всіх        | Елейн                  |               |
| 2019 рік | Таємне життя домашніх тварин 2 | Додаткові голоси       | Голос         |
| 2020 рік | Las pildoras de mi Novio       | Джесс                  |               |
| 2021 рік | Perfecto Anfitrión             | Клара                  |               |
| 2022 рік | ¡Qué despadre!                 | Гелена                 |               |

### Телебачення
| рік      | Назва                          | Ролі                                     | Примітки                         |
| -------- | ------------------------------ | ---------------------------------------- | -------------------------------- |
| 2002 рік | Súbete a mi moto               | Мар'яна                                  | Головна роль; 148 серій          |
| 2004 рік | Soñarás                        | Естефанія                                | Головна роль; 134 епізоди        |
| 2006 рік | Марина                         | Марина Ернандес                          | Головна роль; 168 серій          |
| 2010 рік | Ель Клон                       | Жаді Мебарак                             | Головна роль; 179 серій          |
| 2011 рік | La fuerza del destino          | Лусія Ломелі Куріель                     | Головна роль; 93 епізоди         |
| 2011 рік | Генератор Рекс                 | Беатріс                                  | Епізод: «Привид мильної опери»   |
| 2012 рік | Relaciones peligrosas          | Міранда Беатріс Крус                     | Головна роль; 87 серій           |
| 2013 рік | Міст                           | Сара Вега                                | Епізод: «Destino»                |
| 2017 рік | Criminal Minds: Beyond Borders | Паола                                    | Епізод: «Подих диявола»          |
| 2017 рік | La querida del Centauro        | Ана Веласко                              | Головна роль (2 сезон); 89 серій |
| 2019 рік | La Bandida                     | Грасіела Олмос                           | Головна роль; 62 епізоди         |
| 2019 рік | La usurpadora                  | Паола Міранда де Берналь / Пауліна Доріа | Головна роль; 25 серій           |
| 2021 рік | ¿Quién es la mascara?          | Androide                                 | 3 сезон                          |
| 2022 рік | Марія Фелікс: Ла Донья         | Марія Фелікс                             | Головна роль; Триває             |

## Дискографія

### Саундтрек
| рік      | Серія                 | Назва пісні                                      |
| -------- | --------------------- | ------------------------------------------------ |
| 2011 рік | La fuerza del destino | «La fuerza del destino» (за участю Марка Ентоні) |
| 2010 рік | Клон 2                | «El Velo Del Amor» (за участю Маріо Реєса)       |
| 2006 рік | Марина                | «Nos Volveremos A Ver»                           |